# Diabolik (pel·lícula de 2021)
Diabolik és una pel·lícula policíaca d'acció italiana de 2021 dirigida pels germans Manetti i basada en la sèrie de còmics homònima. El 14 d'octubre de 2022 es va estrenar el doblatge al català a vuit sales de cinema amb la distribució de Flins & Pinículas.
És la segona adaptació cinematogràfica de Diabolik, després de Diabolik de Mario Bava el 1968. Una seqüela titulada Diabolik - Ginko all'attacco! es va estrenar el 2022.
Originalment, s'havia d'estrenar als cinemes el 31 de desembre de 2020, es va ajornar al 16 de desembre de 2021 a causa de la pandèmia de la COVID-19 a Itàlia.

## Sinopsi
Diabolik és un lladre amb milers de disfresses i de trucs. Gràcies a les màscares especials, és una mena de camaleó capaç de mimetitzar-se com vol i d’escapar dels adversaris fins i tot en les situacions més perilloses.

## Repartiment
- Luca Marinelli com a Diabolik[1]
- Miriam Leone com a Eva Kant[8]
- Valerio Mastandrea com l'inspector Ginko[2]
- Alessandro Roja[9] com a Giorgio Caron
- Serena Rossi[9] com a Elisabeth Gay
- Luca Di Giovanni com a Roberto, el cambrer
- Vanessa Scalera com el secretari d'en Caron
- Roberto Citran[9] com el gerent de l'hotel
- Antonino Iuorio com el vigilant de la presó
- Daniela Piperno com el banquer
- Pier Giorgio Bellocchio com l'oficial Palmer
- Guglielmo Favilla com l'oficial Florian
- Urbano Barberini com a Duncan
- Giovanni Calcagno com el bomber
- Davide Devenuto com l'inspector Driskell
- Stefano Pesce com el fiscal
- Massimo Triggiani com l'advocat de Diabolik
- Claudia Gerini[9] com a Sra. Morel